# رولز-رویس سیلور شدو
رولزرویس سیلور شدو (Rolls-Royce Silver Shadow) خودرویی است که در سال‌های ۱۹۶۵ تا ۱۹۸۰در انگلستان تولید شده‌است.
طراحی آن خودروهای موتور جلو-محور عقب بوده‌است. سیستم جعبه‌دندهٔ آن به صورت خودکار است.

## نگارخانه

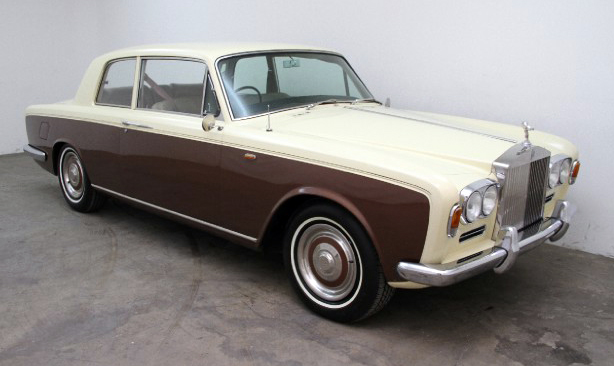
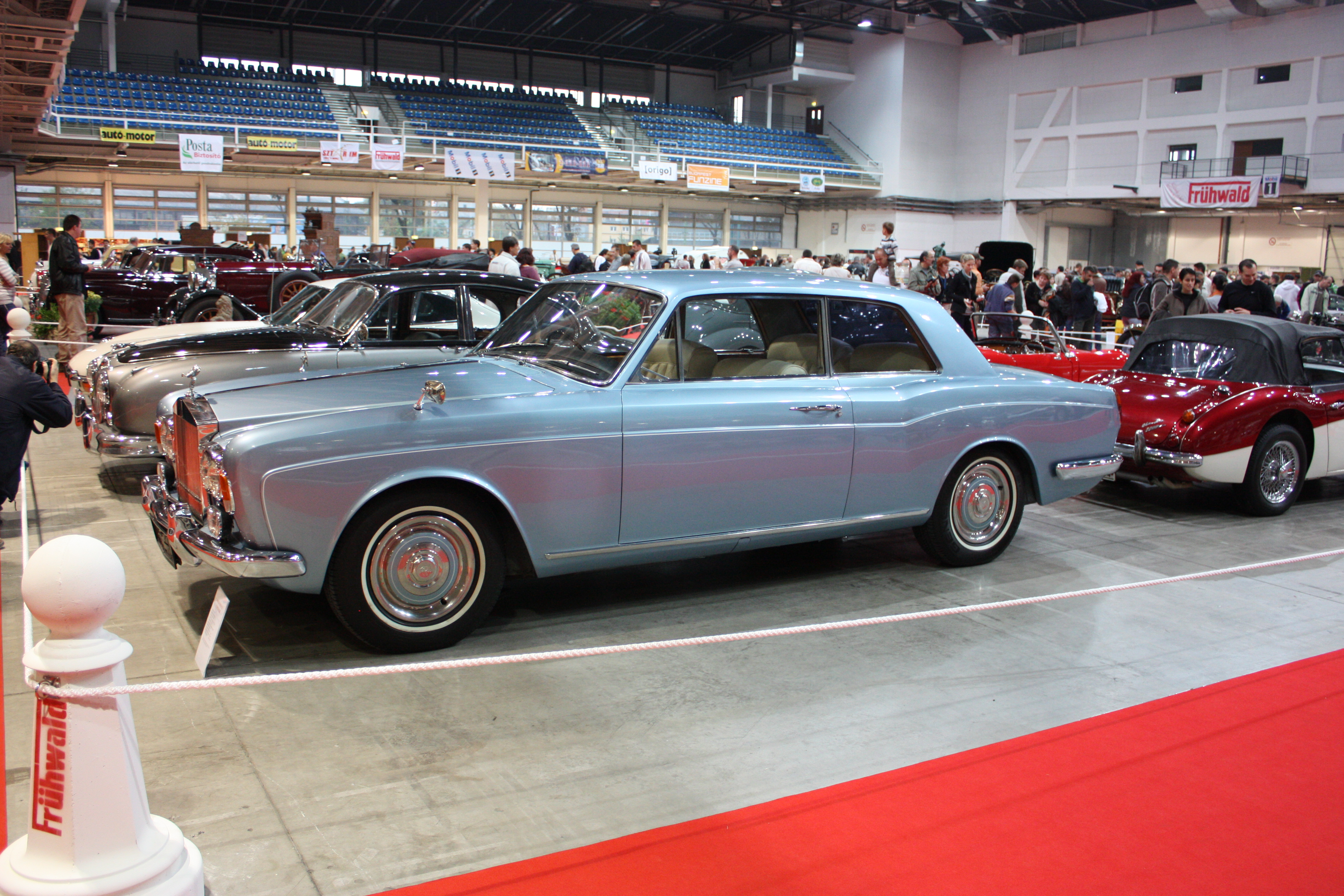
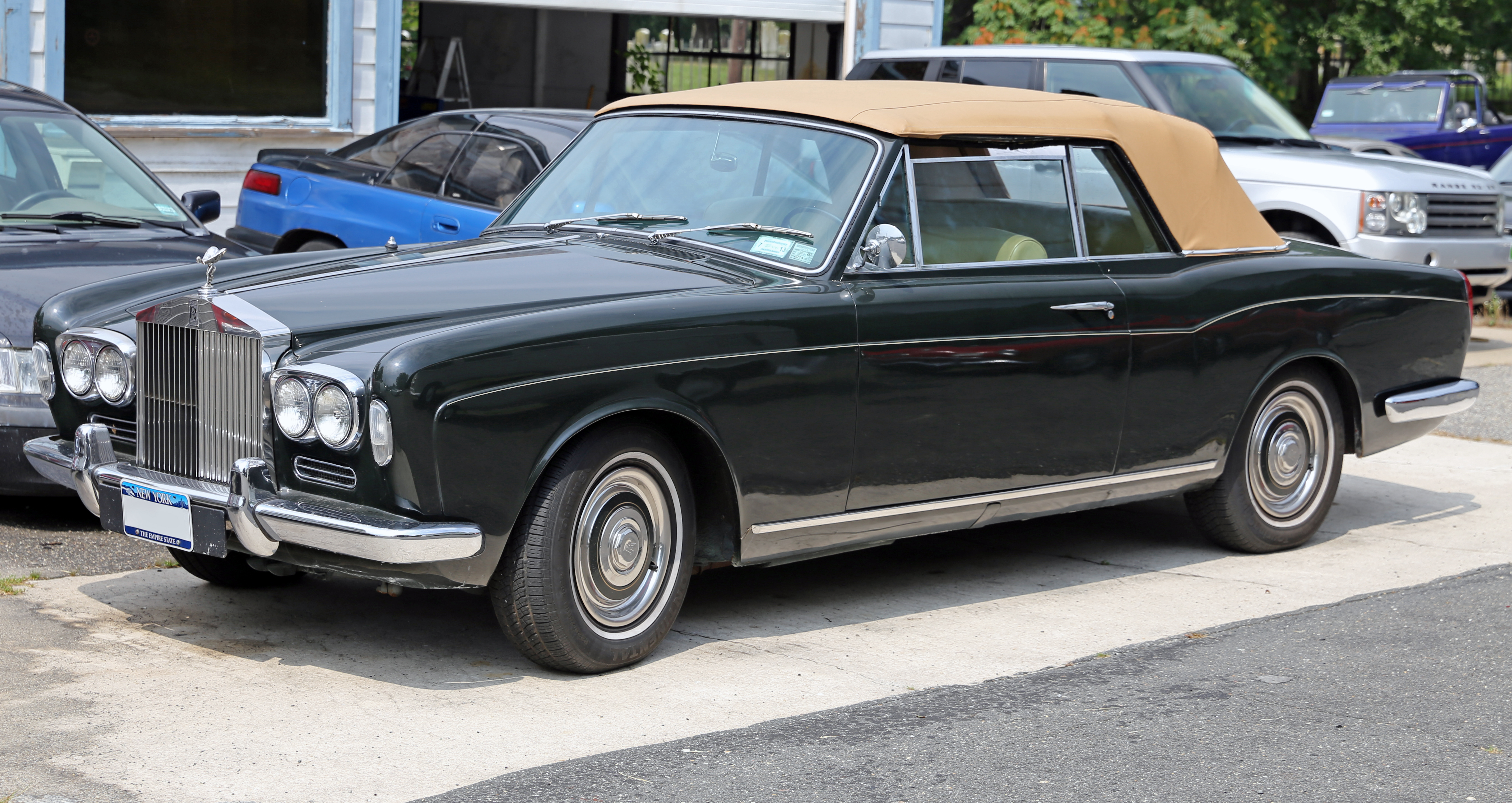